# متلازمة اعتلال الدماغ العصبي المعدي المعوي بالمتقدرات
متلازمة اعتلال الدماغ العصبي المعدي المعوي بالمتقدرات (اختصارًا MNGIE) هي مرض وراثي متقدري جسمي متنحٍ نادر. عُرف سابقًا باسم اعتلال الأعصاب المتعدد، وشلل العين، واعتلال بيضاء الدماغ، ومتلازمة بوليب (POLIP). يظهر المرض في مرحلة الطفولة، ولكن غالبًا ما يبدأ بدون أن يلاحظه أحد لعقود. على عكس أمراض المتقدرات النموذجية التي تسببها طفرات الحمض النووي للمتقدرات (mtDNA)، تنتج متلازمة اعتلال الدماغ العصبي المعدي المعوي بالمتقدرات عن طفرات في جين TYMP، الذي يشفر إنزيم فوسفوريلاز ثيميدين. تؤدي الطفرات في هذا الجين إلى خلل في وظيفة المتقدرات، مما يؤدي إلى أعراض معوية بالإضافة إلى تشوهات أعصاب العيون. يوجد شكل ثانوي من متلازمة اعتلال الدماغ العصبي المعدي المعوي بالمتقدرات، ويسمى متلازمة اعتلال الدماغ العصبي المعدي المعوي بالمتقدرات بدون اعتلال بيضاء الدماغ، وينتج عن طفرات في جين POLG.

## العلامات والأعراض
تعد متلازمة اعتلال الدماغ العصبي المعدي المعوي بالمتقدرات اضطرابًا متعدد الأجهزة، مثلما هو الحال في أمراض المتقدرات الأخرى. تؤثر متلازمة اعتلال الدماغ العصبي المعدي المعوي بالمتقدرات بشكل أساسي على الجهاز الهضمي والجهاز العصبي. قد تشمل أعراض الجهاز الهضمي اضطرابات في الحركية بسبب التمعج غير الفعال والذي قد يؤدي إلى انسداد معوي كاذب وبالتالي سوء امتصاص العناصر الغذائية. بالإضافة إلى ذلك، قد تظهر أعراض الجهاز الهضمي مثل القرقرة، والشبع المبكر، والإسهال، والإمساك، وخزل المعدة، والغثيان، والقيء، وفقدان الوزن، والتهاب الرتج في مرضى متلازمة اعتلال الدماغ العصبي المعدي المعوي بالمتقدرات. قد تشمل الأعراض العصبية اعتلال بيضاء الدماغ المنتشر، واعتلال الأعصاب المحيطية، والاعتلال العضلي. قد تشمل الأعراض العينية تنكس الشبكية، وشلل العين، وتدلي الجفون. غالبًا ما يكون الأشخاص المصابون بمتلازمة اعتلال الدماغ العصبي المعدي المعوي بالمتقدرات نحيفين ويعانون من فقدان الوزن بشكل مستمر. تنتج النحافة المميزة لمرضى متلازمة اعتلال الدماغ العصبي المعدي المعوي بالمتقدرات عن عوامل متعددة بما في ذلك عدم كفاية تناول السعرات الحرارية بسبب أعراض الجهاز الهضمي وعدم الراحة، وسوء امتصاص الطعام الناتج عن فرط نمو البكتيريا بسبب نقص حركية الأمعاء، بالإضافة إلى زيادة الطلب الأيضي بسبب الإنتاج غير الفعال لجزيئات الـ ATP بواسطة المتقدرات.

## التشخيص
بينما يظهر المرض مبكرًا في الحياة في معظم الحالات، غالبًا ما يتأخر التشخيص. تختلف الأعراض التي يعاني منها المرضى، ولكن الأعراض الأكثر شيوعًا هي مشاكل الجهاز الهضمي مثل الغثيان والقيء وآلام البطن والإسهال، والأعراض العصبية أو العينية مثل فقدان السمع والضعف والاعتلال العصبي المحيطي. تؤدي هذه الأعراض إلى النحافة الشديد وفقدان الوزن المستمر عند هؤلاء المرضى مما يؤدي غالبًا إلى تشخيص خاطئ لمتلازمة اعتلال الدماغ العصبي المعدي المعوي بالمتقدرات على أنه اضطراب في الأكل. تستدعي هذه الأعراض بدون وجود تشخيص لاضطرابات الأكل وصورة الجسم المشوهة مزيدًا من التحقيق في إمكانية تشخيص متلازمة اعتلال الدماغ العصبي المعدي المعوي بالمتقدرات. لا يكفي ظهور هذه الأعراض واضطراب تناول الطعام لتشخيص المرض. هناك حاجة لدراسات إشعاعية تظهر نقص التمعج، والمعدة الكبيرة الواهنة، وتوسع الاثني عشر، والرتج، وتغيرات المادة البيضاء لتأكيد التشخيص. ويشير ارتفاع مستويات نوكليوسيد الدم والبول أيضًا إلى متلازمة اعتلال الدماغ العصبي المعدي المعوي بالمتقدرات. يساعد أيضًا وجود توصيل عصبي غير طبيعي وتحليل المتقدرات من الكبد والأمعاء والعضلات والأنسجة العصبية في دعم التشخيص.

## العلاج
لا يوجد علاج ناجح لمتلازمة اعتلال الدماغ العصبي المعدي المعوي بالمتقدرات حتى الآن، ومع ذلك، يمكن تخفيف الأعراض باستخدام العلاج الدوائي وتحليل عصب الضفيرة البطنية. يتضمن التحليل العصبي للضفيرة البطنية قطع التوصيل العصبي عن أجزاء مختلفة من الجهاز الهضمي. يخف الألم وتزداد حركات الأمعاء في حال قطع التوصيل العصبي. يبحث العلماء حاليًا في تدبير طريقة علاجية تعتمد على الخلايا الجذعية كعلاج محتمل لبعض المرضى المصابين بالمرض، ولكن يعتمد نجاحها على التشخيص الباكر قبل تأثر الأعضاء بالمتلازمة بشكل كبير.